# Ōza 2007
L'Ōza 2007 è stata la cinquantacinquesima edizione del torneo goistico giapponese Ōza.

## Svolgimento

### Fase preliminare
La fase preliminare serve a determinare chi accede al torneo per la selezione dello sfidante. Consiste in una serie di tornei preliminari iniziali, i cui vincitori si qualificano al torneo per la determinazione dello sfidante.
- W indica vittoria col bianco
- B indica vittoria col nero
- X indica la sconfitta
- +R indica che la partita si è conclusa per abbandono
- +N indica lo scarto dei punti a fine partita
- +F indica la vittoria per forfeit
- +T indica la vittoria per timeout
- +? indica una vittoria con scarto sconosciuto
- V indica una vittoria in cui non si conosce scarto e colore del giocatore

|  | Primo turno      | Primo turno      | Primo turno |  |  | Secondo turno   | Secondo turno   | Secondo turno   |     |           | Semifinali      | Semifinali      | Semifinali |  |  | Finale | Finale | Finale |
|  |                  |                  |             |  |  |                 |                 |                 |     |           |                 |                 |            |  |  |        |        |        |
|  | So Yokoku        | So Yokoku        | W+R         |  |  |                 |                 |                 |     |           |                 |                 |            |  |  |        |        |        |
|  | Cho Chikun       | Cho Chikun       |             |  |  | So Yokoku       | So Yokoku       | B+R             |     |           |                 |                 |            |  |  |        |        |        |
|  | Shinya Nakamura  | Shinya Nakamura  | W+1,5       |  |  | Shinya Nakamura | Shinya Nakamura |                 |     |           |                 |                 |            |  |  |        |        |        |
|  | Naoki Hane       | Naoki Hane       |             |  |  |                 |                 |                 |     | So Yokoku | So Yokoku       |                 |            |  |  |        |        |        |
|  | Masaki Takemiya  | Masaki Takemiya  |             |  |  |                 | Toshiya Imamura | Toshiya Imamura | W+R |           |                 |                 |            |  |  |        |        |        |
|  | Kimio Yamada     | Kimio Yamada     | W+R         |  |  | Kimio Yamada    | Kimio Yamada    |                 |     |           |                 |                 |            |  |  |        |        |        |
|  | Tomomi Nakaonoda | Tomomi Nakaonoda |             |  |  | Toshiya Imamura | Toshiya Imamura | W+R             |     |           |                 |                 |            |  |  |        |        |        |
|  | Toshiya Imamura  | Toshiya Imamura  | B+3,5       |  |  |                 |                 |                 |     |           | Toshiya Imamura | Toshiya Imamura | B+1,5      |  |  |        |        |        |
|  | Satoru Kobayashi | Satoru Kobayashi |             |  |  |                 | Cho U           | Cho U           |     |           |                 |                 |            |  |  |        |        |        |
|  | Cho U            | Cho U            | B+R         |  |  | Cho U           | Cho U           | W+R             |     |           |                 |                 |            |  |  |        |        |        |
|  | Ō Rissei         | Ō Rissei         | B+R         |  |  | Ō Rissei        | Ō Rissei        |                 |     |           |                 |                 |            |  |  |        |        |        |
|  | Rin Kono         | Rin Kono         |             |  |  |                 |                 |                 |     | Cho U     | Cho U           | W+0,5           |            |  |  |        |        |        |
|  | Yuta Iyama       | Yuta Iyama       | B+3,5       |  |  |                 | Satoshi Kataoka | Satoshi Kataoka |     |           |                 |                 |            |  |  |        |        |        |
|  | Shinji Takao     | Shinji Takao     |             |  |  | Yuta Iyama      | Yuta Iyama      |                 |     |           |                 |                 |            |  |  |        |        |        |
|  | Tetsuya Kiyonari | Tetsuya Kiyonari |             |  |  | Satoshi Kataoka | Satoshi Kataoka | B+R             |     |           |                 |                 |            |  |  |        |        |        |
|  | Satoshi Kataoka  | Satoshi Kataoka  | W+5,5       |  |  |                 |                 |                 |     |           |                 |                 |            |  |  |        |        |        |

### Finale
La finale è una sfida al meglio delle cinque partite.